# Vahíd Amirí
Vahíd Amirí (persky: وحید امیری) (* 2. dubna 1988) je íránský profesionální fotbalista, který hraje především na pozici křídelníka za Persepolis a íránský národní tým.
Amirí reprezentoval Írán na Mistrovství Asie ve fotbale v letech 2015 a 2019 a také na Mistrovství světa ve fotbale 2018 a 2022. Hraje převážně na levém křídle, ale může nastupovat na všech útočných pozicích.

## Klubová kariéra
Amirí začal svou kariéru v klubu Datis Lorestan. V létě 2011 opustil Gahar Zagros a přestoupil do Naft Masjed Soleyman, kde strávil dvě sezóny.

### Naft Teherán
V květnu 2013 přestoupil do Naft Teherán a podepsal zde dvouletou smlouvu. Amirí vstřelil svůj první gól za Naft 6. srpna při remíze 1:1 proti klubu Damash Gilan. Svůj první gól v Lize mistrů AFC vstřelil 7. dubna 2015 při venkovní výhře 3:0 nad saúdským klubem Aš-Šabab. Amirí skóroval 16. září 2015 při prohře 2:1 s Al-Ahli Dubai ve čtvrtfinále asijské Ligy mistrů.

### Persepolis
Amirí přišel do Persepolisu v létě 2016, kde podepsal také dvouletou smlouvu. S Persepolisem vyhrál dvakrát ligu a v roce 2018 byl jmenován íránským fotbalistou roku. Za svůj tým odehrál 74 zápasů a vstřelil 9 gólů.

### Trabzonspor
Dne 21. července 2018 se Amirí dohodl na dvouleté smlouvě s tureckým gigantem Trabzonspor.

### Návrat do Persepolisu
Dne 13. července 2019 podepsal novou dvouletou smlouvu s vítězem Persian Gulf Pro League Persepolis. Začal zde nastupovat s číslem 19. Sám k tomu řekl: „Jsem velmi rád, že se opět vracím do Persepolis. Měl jsem několik nabídek od ostatních íránských týmů, ale rozhodl jsem se vrátit domů“.

## Reprezentační kariéra
Do íránského týmu pro Mistrovství Asie ve fotbale 2015 byl povolán 30. prosince 2014 trenérem Carlosem Queirozem. Debutoval 4. ledna 2015 v přátelském utkání proti Iráku. Na šampionátu neproměnil rozhodující penaltu proti Iráku, která vedla k vyřazení Íránu z turnaje. Amirí vstřelil svůj první reprezentační gól při vítězství 2:0 nad Chile.
V květnu 2018 byl jmenován do íránského předběžného týmu pro Mistrovství světa ve fotbale 2018 v Rusku.

## Osobní život
Amirí se narodil v malé vesnici Darreh-ye Badam v Chorramábádu v provincii Lorestán. Vystudoval práva a v lednu 2016 začal studovat magisterský obor Tělesná výchova.

## Kariérní statistiky

### Klubové
Platí k zápasu hranému 22. února 2023.
| Klub              | Sezóna            | Liga              | Liga   | Liga | Pohár  | Pohár | Kontinentální | Kontinentální | Ostatní | Ostatní | Celkově | Celkově |
| Klub              | Sezóna            | Divize            | Zápasy | Góly | Zápasy | Góly  | Zápasy        | Góly          | Zápasy  | Góly    | Zápasy  | Góly    |
| ----------------- | ----------------- | ----------------- | ------ | ---- | ------ | ----- | ------------- | ------------- | ------- | ------- | ------- | ------- |
| Naft MIS          | 2011/12           | Azadegan League   | 23     | 2    | 1      | 0     | —             | —             | —       | —       | 24      | 2       |
| Naft MIS          | 2012/13           | Azadegan League   | 25     | 0    | 1      | 0     | —             | —             | —       | —       | 26      | 0       |
| Naft MIS          | Celkově           | Celkově           | 48     | 2    | 2      | 0     | —             | —             | —       | —       | 50      | 2       |
| Naft Teherán      | 2013/14           | Pro League        | 26     | 2    | 2      | 0     | —             | —             | —       | —       | 28      | 2       |
| Naft Teherán      | 2014/15           | Pro League        | 25     | 4    | 2      | 1     | 11            | 2             | —       | —       | 38      | 7       |
| Naft Teherán      | 2015/16           | Pro League        | 28     | 5    | 2      | 0     | 1             | 0             | —       | —       | 31      | 5       |
| Naft Teherán      | Celkově           | Celkově           | 79     | 11   | 6      | 1     | 12            | 2             | —       | —       | 97      | 14      |
| Persepolis        | 2016/17           | Pro League        | 25     | 6    | 0      | 0     | 12            | 1             | —       | —       | 37      | 7       |
| Persepolis        | 2017/18           | Pro League        | 26     | 2    | 2      | 0     | 8             | 0             | 1       | 0       | 37      | 2       |
| Persepolis        | Celkově           | Celkově           | 51     | 8    | 2      | 0     | 20            | 1             | 1       | 0       | 74      | 9       |
| Trabzonspor       | 2018/19           | Süper Lig         | 22     | 1    | 4      | 2     | —             | —             | —       | —       | 26      | 3       |
| Persepolis        | 2019/20           | Pro League        | 26     | 6    | 4      | 1     | 2             | 0             | 0       | 0       | 32      | 7       |
| Persepolis        | 2020/21           | Pro League        | 28     | 3    | 2      | 0     | 13            | 1             | 0       | 0       | 43      | 4       |
| Persepolis        | 2021/22           | Pro League        | 24     | 1    | 1      | 1     | 2             | 0             | 1       | 0       | 28      | 2       |
| Persepolis        | 2022/23           | Pro League        | 14     | 0    | 2      | 0     | —             | —             | —       | —       | 16      | 0       |
| Persepolis        | Celkově           | Celkově           | 92     | 10   | 9      | 2     | 17            | 1             | 1       | 0       | 119     | 13      |
| Celkově v kariéře | Celkově v kariéře | Celkově v kariéře | 292    | 32   | 23     | 5     | 49            | 4             | 2       | 0       | 366     | 41      |

### Reprezentační
Platí k zápasu hranému 10. listopadu 2022.
| Národní tým | Rok     | Zápasy | Góly |
| ----------- | ------- | ------ | ---- |
| Írán        | 2015    | 12     | 1    |
| Írán        | 2016    | 9      | 0    |
| Írán        | 2017    | 9      | 0    |
| Írán        | 2018    | 12     | 0    |
| Írán        | 2019    | 10     | 0    |
| Írán        | 2020    | 2      | 0    |
| Írán        | 2021    | 9      | 1    |
| Írán        | 2022    | 5      | 0    |
| Celkově     | Celkově | 68     | 2    |

### Reprezentační góly
Skóre a výsledky Íránu jsou vždy zapsány jako první. Góly Vahída Amirího jsou zvýrazněny.
| Gól | Datum           | Místo                              | Soupeř   | Skóre | Výsledek | Soutěž                                           |
| --- | --------------- | ---------------------------------- | -------- | ----- | -------- | ------------------------------------------------ |
| 1   | 26. března 2015 | NV Arena, St. Pölten, Rakousko     | Chile    | 2:0   | 2:0      | Přátelský zápas                                  |
| 2   | 3. června 2021  | Al Muharraq Stadium, Arad, Bahrajn | Hongkong | 2:0   | 3:1      | Kvalifikace na Mistrovství světa ve fotbale 2022 |

## Úspěchy
Naft Tehehrán
- Poražený finalista Hazfi Cupu: 2014/15

Persepolis
- Persian Gulf Pro League: 2016/17, 2017/18, 2019/20, 2020/21
- Íránský Superpohár: 2017, 2018, 2020; poražený finalista: 2021
- Poražený finalista Ligy mistrů AFC: 2020

Individual
- Tým roku Persian Gulf Pro League: 2016/17, 2017/18
- Íránský fotbalista roku: 2018